# Big Brother (Croacia)

## Primera edición (18/09/2004 - 26/12/2004)
El fenómeno de Big Brother llegó a Croacia el 18 de septiembre de 2004. Doce croatas entraron a la casa para luchar por el primer puesto. Cuatro llegaron al último día en la casa y Sasa Tkalcevic fue quien se llevó el premio mayor.

### Concursantes
- Saša Tkalcevic (32 años) [18/09/2004 - 26/12/2004]
- Zdravko Lamot (23 años) [18/09/2004 - 26/12/2004]
- Alen Macinic (24 años) [18/09/2004 - 26/12/2004]
- Marina Bajlo (24 años) [18/09/2004 - 26/12/2004]
- Antonija Blace (24 años) [18/09/2004 - 17/12/2004]
- Valentina Tasic (23 años) [18/09/2004 - 10/12/2004]
- Ana Gotovac (30 años) [18/09/2004 - 03/12/2004]
- Željko Madaric (29 años) [15/10/2004 - 26/11/2004]
- Sanja Kvastek (23 años) [18/09/2004 - 19/11/2004]
- Vlatka Kraljic (24 años) [15/10/2004 - 05/11/2004]
- Filip Voloder (25 años) [18/09/2004 - 22/10/2004]
- Ozren Petric (29 años) [18/09/2004 - 10/10/2004]
- Kreso Jengic (24 años) [18/09/2004 - 09/10/2004]
- Egle Brožic (25 años) [18/09/2004 - 01/10/2004]

### Tabla de nominaciones
|              | #1             | #2                                     | #3                     | #4              | #5              | #6              | #7                    | #8                 | #9              | FINAL                         |
| ------------ | -------------- | -------------------------------------- | ---------------------- | --------------- | --------------- | --------------- | --------------------- | ------------------ | --------------- | ----------------------------- |
| Saša         | Egle Filip     | Alen Marina                            | Alen Marina            | Antonija Vlatka | Antonija Sanja  | Antonija Marina | Antonija Marina       | Antonija Valentina | Antonija Marina | Ganador                       |
| Zdravko      | Ozren Sanja    | Krešo Ozren                            | Antonija Sanja         | Sanja Vlatka    | Marina Sanja    | Antonija Marina | Antonija Valentina    | Antonija Valentina | Antonija Marina | 2º                            |
| Alen         | Ana Filip      | Ana Ozren                              | Filip Valentina        | Vlatka Željko   | Sanja Valentina | Ana Valentina   | Ana Antonija          | Antonija Valentina | Antonija Saša   | 3º                            |
| Marina       | Egle Ozren     | Ozren Sanja                            | Sanja Zdravko          | Vlatka Željko   | Sanja Željko    | Saša Željko     | Alen Ana              | Antonija Saša      | Saša Zdravko    | 4ª                            |
| Antonija     | Alen Zdravko   | Alen Ozren                             | Filip Zdravko          | Saša Zdravko    | Alen Željko     | Alen Željko     | Alen Zdravko          | Marina Saša        | Saša Zdravko    | Eliminada                     |
| Valentina    | Egle Ozren     | Krešo Ozren                            | Alen Filip             | Alen Vlatka     | Ana Željko      | Alen Željko     | Alen Ana              | Alen Zdravko       | Eliminada       | Eliminada                     |
| Ana          | Alen Egle      | Filip Ozren                            | Filip Marina           | Vlatka Željko   | Alen Željko     | Alen Željko     | Alen Marina           | Eliminada          | Eliminada       | Eliminada                     |
| Željko       | No estaba      | No estaba                              | skipped                | Ana Antonija    | Alen Marina     | Alen Valentina  | Eliminada             | Eliminada          | Eliminada       | Eliminada                     |
| Sanja        | Alen Egle      | Marina Zdtavko                         | Marina Zdravko         | Ana Vlatka      | Marina Željko   | Eliminada       | Eliminada             | Eliminada          | Eliminada       | Eliminada                     |
| Vlatka       | No estaba      | No estaba                              | skipped                | Marina Zdravko  | Eliminada       | Eliminada       | Eliminada             | Eliminada          | Eliminada       | Eliminada                     |
| Filip        | Antonija Ozren | Krešo Ozren                            | Antonija Valentina     | Eliminada       | Eliminada       | Eliminada       | Eliminada             | Eliminada          | Eliminada       | Eliminada                     |
| Ozren        | Krešo Zdravko  | Marina Zdravko                         | Abandono               | Abandono        | Abandono        | Abandono        | Abandono              | Abandono           | Abandono        | Abandono                      |
| Krešo        | Egle Ozren     | Ana Ozren                              | Abandono               | Abandono        | Abandono        | Abandono        | Abandono              | Abandono           | Abandono        | Abandono                      |
| Egle         | Krešo Ozren    | Eliminada                              | Eliminada              | Eliminada       | Eliminada       | Eliminada       | Eliminada             | Eliminada          | Eliminada       | Eliminada                     |
| Nominados    | Egle Ozren     | Krešo Marina Ozren                     | Filip Marina Zdravko   | Vlatka Željko   | Sanja Željko    | Alen Željko     | Alen Ana Antonija     | Antonija Valentina | Antonija Saša   | Alen Marina Saša Zdravko      |
| Expulsado    | Egle 71%       | Krešo escapó de la casa Ozren abandonó | Filip 55%              | Vlatka 84%      | Sanja 73%       | Željko 64%      | Ana 51%               | Valentina 63%      | Antonija 80%    | Marina 6% Alen 7% Zdravko 10% |
| No expulsado | Ozren 29%      | Marina                                 | Marina 26% Zdravko 19% | Željko 16%      | Zeljko 27%      | Alen 36%        | Alen 13% Antonija 26% | Antonija 37%       | Saša 20%        | Saša 77%                      |

(1) Krešo se escapó de la casa por encima de la pared del patio para ver un partido entre Croacia y Bulgaria. En su lugar entró Vlatka.
(2) Un día después que Kreso salga de la casa, Ozren decidió abandonar la casa. En su lugar entró Zlejko.
(3) Como 2, de los 3 nominados de la semana abandonaron la casa, esas nominaciones se suspendieron y no hubo expulsado.
(N) Los concursantes debían nominar a 2 personas con 1 punto a cada una.

## Segunda edición (04/09/2005 - 30/12/2005)
Debido al gran éxito de la primera edición, RTL decidió lanzar la 2ª edición de Big Brother esta vez con 14 concursantes y no 12. A medida que pasaba el tiempo fueron entrando algunos nuevos concursantes, sobre todo mujeres, ya que la mayoría fue saliendo muy pronto, y la final solo llegó 1 mujer contre 3 chicos, pero finalmente Hamdija Seferovic se convirtió en el 2º ganador de Big Brother en Croacia.

### Concursantes
- Hamdija Seferovic (26 años) [04/09/2005 - 30/12/2005]
- Daca Bosancic (21 años) [28/10/2005 - 30/12/2005]
- Matko Okmazic (24 años) [04/09/2005 - 30/12/2005]
- Ivan Grgec (24 años) [04/09/2005 - 30/12/2005]
- Tatjana Cehic (25 años) [18/11/2005 - 23/12/2005]
- Matea Matic (22 años) [28/10/2005 - 16/12/2005]
- Zeljka Lukic (23 años) [28/10/2005 - 09/12/2005]
- Maroje Sabljic (29 años) [18/11/2005 - 02/12/2005]
- Kristian Stojic (28 años) [04/09/2005 - 25/11/2005]
- Sanja Mocibob (21 años) [04/09/2005 - 18/11/2005]
- Dominik Rozic (24 años) [28/10/2005 - 11/11/2005]
- Lana Skuric (23 años) [04/09/2005 - 04/11/2005]
- Duje Katilinic (28 años) [04/09/2005 - 28/10/2005]
- Hana Soljan (20 años) [30/09/2005 - 21/10/2005]
- Kristina Alobic (25 años) [04/09/2005 - 14/10/2005]
- Igor Knezevic (29 años) [04/09/2005 - 07/10/2005]
- Monika Males (27 años) [04/09/2005 - 30/09/2005]
- Brankica Conda (25 años) [04/09/2005 - 23/09/2005]
- Natasa Gajic (21 años) [04/09/2005 - 16/09/2005]
- René Nemarnik (20 años) [04/09/2005 - 09/09/2005]
- Biserka Dolenc (42 años) [04/09/2005 - 09/09/2005]

- Datos: Q1264726